# Liste des communes de l'Indre
Pour les autres listes de communes françaises, voir Listes des communes de France.
| - L'Indre en France métropolitaine. - Carte des communes de l'Indre. |

Cette page liste les 241 communes du département français de l'Indre au 1er janvier 2025.

## Histoire
Le département de l'Indre a été créé le 4 mars 1790 en application de la loi du 22 décembre 1789.
En 2016 à la suite de la création de trois « communes nouvelles », leur nombre est passé de 247 à 243 communes,,,,,,,,.
En 2019, le nombre de communes passe de 243 à 241, à la suite de la création de la commune nouvelle de Villentrois-Faverolles-en-Berry et du fait que Saint-Pierre-de-Lamps rejoint la commune nouvelle de Levroux.

## Liste des communes
Le tableau suivant donne la liste des communes au 1er janvier 2025, en précisant leur code Insee, leur code postal principal, leur arrondissement, leur canton, leur intercommunalité, leur superficie, leur population et leur densité, d'après les chiffres de l'Insee issus du recensement 2022,.
| Nom                             | Code Insee | Code postal | Arrondissement | Canton                                    | Intercommunalité                           | Superficie (km2) | Population (dernière pop. légale) | Densité (hab./km2) | Modifier                                    |
| ------------------------------- | ---------- | ----------- | -------------- | ----------------------------------------- | ------------------------------------------ | ---------------- | --------------------------------- | ------------------ | ------------------------------------------- |
| Châteauroux (préfecture)        | 36044      | 36000       | Châteauroux    | Châteauroux-1 Châteauroux-2 Châteauroux-3 | CA Châteauroux Métropole                   | 25,54            | 43 079 (2022)                     | 1 687              | modifier les données · modifier les données |
| Aigurande                       | 36001      | 36140       | La Châtre      | Neuvy-Saint-Sépulchre                     | CC de la Marche Berrichonne                | 27,77            | 1 329 (2022)                      | 48                 | modifier les données · modifier les données |
| Aize                            | 36002      | 36150       | Issoudun       | Levroux                                   | CC Champagne Boischauts                    | 17,07            | 116 (2022)                        | 6,8                | modifier les données · modifier les données |
| Ambrault                        | 36003      | 36120       | Issoudun       | Ardentes                                  | CC Champagne Boischauts                    | 25,59            | 887 (2022)                        | 35                 | modifier les données · modifier les données |
| Anjouin                         | 36004      | 36210       | Issoudun       | Valençay                                  | CC Chabris - Pays de Bazelle               | 28,91            | 315 (2022)                        | 11                 | modifier les données · modifier les données |
| Ardentes                        | 36005      | 36120       | Châteauroux    | Ardentes                                  | CA Châteauroux Métropole                   | 62,09            | 3 747 (2022)                      | 60                 | modifier les données · modifier les données |
| Argenton-sur-Creuse             | 36006      | 36200       | Châteauroux    | Argenton-sur-Creuse                       | CC Éguzon - Argenton - Vallée de la Creuse | 29,34            | 4 817 (2022)                      | 164                | modifier les données · modifier les données |
| Argy                            | 36007      | 36500       | Châteauroux    | Buzançais                                 | CC Val de l'Indre - Brenne                 | 38,89            | 574 (2022)                        | 15                 | modifier les données · modifier les données |
| Arpheuilles                     | 36008      | 36700       | Châteauroux    | Buzançais                                 | CC du Châtillonnais en Berry               | 22,49            | 238 (2022)                        | 11                 | modifier les données · modifier les données |
| Arthon                          | 36009      | 36330       | Châteauroux    | Ardentes                                  | CA Châteauroux Métropole                   | 46,80            | 1 216 (2022)                      | 26                 | modifier les données · modifier les données |
| Azay-le-Ferron                  | 36010      | 36290       | Le Blanc       | Le Blanc                                  | CC Cœur de Brenne                          | 60,95            | 835 (2022)                        | 14                 | modifier les données · modifier les données |
| Badecon-le-Pin                  | 36158      | 36200       | Châteauroux    | Argenton-sur-Creuse                       | CC Éguzon - Argenton - Vallée de la Creuse | 9,88             | 761 (2022)                        | 77                 | modifier les données · modifier les données |
| Bagneux                         | 36011      | 36210       | Issoudun       | Valençay                                  | CC Chabris - Pays de Bazelle               | 25,30            | 173 (2022)                        | 6,8                | modifier les données · modifier les données |
| Baraize                         | 36012      | 36270       | Châteauroux    | Argenton-sur-Creuse                       | CC Éguzon - Argenton - Vallée de la Creuse | 16,39            | 357 (2022)                        | 22                 | modifier les données · modifier les données |
| Baudres                         | 36013      | 36110       | Châteauroux    | Levroux                                   | CC de la Région de Levroux                 | 27,40            | 400 (2022)                        | 15                 | modifier les données · modifier les données |
| Bazaiges                        | 36014      | 36270       | Châteauroux    | Argenton-sur-Creuse                       | CC Éguzon - Argenton - Vallée de la Creuse | 18,37            | 213 (2022)                        | 12                 | modifier les données · modifier les données |
| Beaulieu                        | 36015      | 36310       | Le Blanc       | Saint-Gaultier                            | CC Marche Occitane - Val d'Anglin          | 7,48             | 51 (2022)                         | 6,8                | modifier les données · modifier les données |
| Bélâbre                         | 36016      | 36370       | Le Blanc       | Saint-Gaultier                            | CC Marche Occitane - Val d'Anglin          | 40,14            | 926 (2022)                        | 23                 | modifier les données · modifier les données |
| La Berthenoux                   | 36017      | 36400       | La Châtre      | La Châtre                                 | CC de La Châtre et Sainte-Sévère           | 39,82            | 361 (2022)                        | 9,1                | modifier les données · modifier les données |
| Le Blanc                        | 36018      | 36300       | Le Blanc       | Le Blanc                                  | CC Brenne - Val de Creuse                  | 57,61            | 6 188 (2022)                      | 107                | modifier les données · modifier les données |
| Bommiers                        | 36019      | 36120       | Issoudun       | La Châtre                                 | CC Champagne Boischauts                    | 28,38            | 320 (2022)                        | 11                 | modifier les données · modifier les données |
| Bonneuil                        | 36020      | 36310       | Le Blanc       | Saint-Gaultier                            | CC Marche Occitane - Val d'Anglin          | 11,41            | 75 (2022)                         | 6,6                | modifier les données · modifier les données |
| Les Bordes                      | 36021      | 36100       | Issoudun       | Issoudun                                  | CC du Pays d'Issoudun                      | 16,30            | 824 (2022)                        | 51                 | modifier les données · modifier les données |
| Bouesse                         | 36022      | 36200       | Châteauroux    | Argenton-sur-Creuse                       | CC Éguzon - Argenton - Vallée de la Creuse | 24,19            | 388 (2022)                        | 16                 | modifier les données · modifier les données |
| Bouges-le-Château               | 36023      | 36110       | Châteauroux    | Levroux                                   | CC de la Région de Levroux                 | 34,77            | 264 (2022)                        | 7,6                | modifier les données · modifier les données |
| Bretagne                        | 36024      | 36110       | Châteauroux    | Levroux                                   | CC de la Région de Levroux                 | 18,36            | 122 (2022)                        | 6,6                | modifier les données · modifier les données |
| Briantes                        | 36025      | 36400       | La Châtre      | La Châtre                                 | CC de La Châtre et Sainte-Sévère           | 23,12            | 596 (2022)                        | 26                 | modifier les données · modifier les données |
| Brion                           | 36026      | 36110       | Châteauroux    | Levroux                                   | CC de la Région de Levroux                 | 44,20            | 595 (2022)                        | 13                 | modifier les données · modifier les données |
| Brives                          | 36027      | 36100       | Issoudun       | La Châtre                                 | CC Champagne Boischauts                    | 19,61            | 239 (2022)                        | 12                 | modifier les données · modifier les données |
| La Buxerette                    | 36028      | 36140       | La Châtre      | Neuvy-Saint-Sépulchre                     | CC de la Marche Berrichonne                | 10,99            | 111 (2022)                        | 10                 | modifier les données · modifier les données |
| Buxeuil                         | 36029      | 36150       | Issoudun       | Levroux                                   | CC Champagne Boischauts                    | 19,75            | 221 (2022)                        | 11                 | modifier les données · modifier les données |
| Buxières-d'Aillac               | 36030      | 36230       | La Châtre      | Neuvy-Saint-Sépulchre                     | CC du Val de Bouzanne                      | 25,75            | 243 (2022)                        | 9,4                | modifier les données · modifier les données |
| Buzançais                       | 36031      | 36500       | Châteauroux    | Buzançais                                 | CC Val de l'Indre - Brenne                 | 58,64            | 4 431 (2022)                      | 76                 | modifier les données · modifier les données |
| Ceaulmont                       | 36032      | 36200       | Châteauroux    | Argenton-sur-Creuse                       | CC Éguzon - Argenton - Vallée de la Creuse | 17,38            | 673 (2022)                        | 39                 | modifier les données · modifier les données |
| Celon                           | 36033      | 36200       | Châteauroux    | Argenton-sur-Creuse                       | CC Éguzon - Argenton - Vallée de la Creuse | 17,04            | 383 (2022)                        | 22                 | modifier les données · modifier les données |
| Chabris                         | 36034      | 36210       | Issoudun       | Valençay                                  | CC Chabris - Pays de Bazelle               | 41,22            | 2 762 (2022)                      | 67                 | modifier les données · modifier les données |
| Chaillac                        | 36035      | 36310       | Le Blanc       | Saint-Gaultier                            | CC Marche Occitane - Val d'Anglin          | 59,79            | 1 031 (2022)                      | 17                 | modifier les données · modifier les données |
| Chalais                         | 36036      | 36370       | Le Blanc       | Saint-Gaultier                            | CC Marche Occitane - Val d'Anglin          | 39,65            | 151 (2022)                        | 3,8                | modifier les données · modifier les données |
| La Champenoise                  | 36037      | 36100       | Issoudun       | Levroux                                   | CC Champagne Boischauts                    | 44,34            | 305 (2022)                        | 6,9                | modifier les données · modifier les données |
| Champillet                      | 36038      | 36160       | La Châtre      | La Châtre                                 | CC de La Châtre et Sainte-Sévère           | 6,94             | 126 (2022)                        | 18                 | modifier les données · modifier les données |
| La Chapelle-Orthemale           | 36040      | 36500       | Châteauroux    | Buzançais                                 | CC Val de l'Indre - Brenne                 | 16,80            | 100 (2022)                        | 6,0                | modifier les données · modifier les données |
| La Chapelle-Saint-Laurian       | 36041      | 36150       | Issoudun       | Levroux                                   | CC Champagne Boischauts                    | 9,82             | 136 (2022)                        | 14                 | modifier les données · modifier les données |
| Chasseneuil                     | 36042      | 36800       | Châteauroux    | Argenton-sur-Creuse                       | CC Éguzon - Argenton - Vallée de la Creuse | 29,85            | 710 (2022)                        | 24                 | modifier les données · modifier les données |
| Chassignolles                   | 36043      | 36400       | La Châtre      | Neuvy-Saint-Sépulchre                     | CC de La Châtre et Sainte-Sévère           | 29,94            | 533 (2022)                        | 18                 | modifier les données · modifier les données |
| Châtillon-sur-Indre             | 36045      | 36700       | Châteauroux    | Buzançais                                 | CC du Châtillonnais en Berry               | 45,30            | 2 296 (2022)                      | 51                 | modifier les données · modifier les données |
| La Châtre                       | 36046      | 36400       | La Châtre      | La Châtre                                 | CC de La Châtre et Sainte-Sévère           | 6,06             | 4 038 (2022)                      | 666                | modifier les données · modifier les données |
| La Châtre-Langlin               | 36047      | 36170       | Le Blanc       | Saint-Gaultier                            | CC Marche Occitane - Val d'Anglin          | 27,40            | 503 (2022)                        | 18                 | modifier les données · modifier les données |
| Chavin                          | 36048      | 36200       | Châteauroux    | Argenton-sur-Creuse                       | CC Éguzon - Argenton - Vallée de la Creuse | 14,01            | 270 (2022)                        | 19                 | modifier les données · modifier les données |
| Chazelet                        | 36049      | 36170       | Le Blanc       | Saint-Gaultier                            | CC Brenne - Val de Creuse                  | 11,73            | 124 (2022)                        | 11                 | modifier les données · modifier les données |
| Chezelles                       | 36050      | 36500       | Châteauroux    | Buzançais                                 | CC Val de l'Indre - Brenne                 | 17,32            | 451 (2022)                        | 26                 | modifier les données · modifier les données |
| Chitray                         | 36051      | 36800       | Le Blanc       | Saint-Gaultier                            | CC Brenne - Val de Creuse                  | 19,94            | 173 (2022)                        | 8,7                | modifier les données · modifier les données |
| Chouday                         | 36052      | 36100       | Issoudun       | Issoudun                                  | CC Champagne Boischauts                    | 30,00            | 145 (2022)                        | 4,8                | modifier les données · modifier les données |
| Ciron                           | 36053      | 36300       | Le Blanc       | Le Blanc                                  | CC Brenne - Val de Creuse                  | 57,94            | 523 (2022)                        | 9,0                | modifier les données · modifier les données |
| Cléré-du-Bois                   | 36054      | 36700       | Châteauroux    | Buzançais                                 | CC du Châtillonnais en Berry               | 36,13            | 234 (2022)                        | 6,5                | modifier les données · modifier les données |
| Clion                           | 36055      | 36700       | Châteauroux    | Buzançais                                 | CC du Châtillonnais en Berry               | 33,53            | 1 007 (2022)                      | 30                 | modifier les données · modifier les données |
| Cluis                           | 36056      | 36340       | La Châtre      | Neuvy-Saint-Sépulchre                     | CC du Val de Bouzanne                      | 35,32            | 979 (2022)                        | 28                 | modifier les données · modifier les données |
| Coings                          | 36057      | 36130       | Châteauroux    | Levroux                                   | CA Châteauroux Métropole                   | 29,33            | 903 (2022)                        | 31                 | modifier les données · modifier les données |
| Concremiers                     | 36058      | 36300       | Le Blanc       | Le Blanc                                  | CC Brenne - Val de Creuse                  | 28,11            | 595 (2022)                        | 21                 | modifier les données · modifier les données |
| Condé                           | 36059      | 36100       | Issoudun       | La Châtre                                 | CC Champagne Boischauts                    | 23,82            | 227 (2022)                        | 9,5                | modifier les données · modifier les données |
| Crevant                         | 36060      | 36140       | La Châtre      | Neuvy-Saint-Sépulchre                     | CC de la Marche Berrichonne                | 36,54            | 706 (2022)                        | 19                 | modifier les données · modifier les données |
| Crozon-sur-Vauvre               | 36061      | 36140       | La Châtre      | Neuvy-Saint-Sépulchre                     | CC de la Marche Berrichonne                | 27,69            | 331 (2022)                        | 12                 | modifier les données · modifier les données |
| Cuzion                          | 36062      | 36190       | Châteauroux    | Argenton-sur-Creuse                       | CC Éguzon - Argenton - Vallée de la Creuse | 18,45            | 474 (2022)                        | 26                 | modifier les données · modifier les données |
| Déols                           | 36063      | 36130       | Châteauroux    | Châteauroux-1                             | CA Châteauroux Métropole                   | 31,74            | 7 618 (2022)                      | 240                | modifier les données · modifier les données |
| Diors                           | 36064      | 36130       | Châteauroux    | Ardentes                                  | CA Châteauroux Métropole                   | 25,44            | 755 (2022)                        | 30                 | modifier les données · modifier les données |
| Diou                            | 36065      | 36260       | Issoudun       | Levroux                                   | CC du Pays d'Issoudun                      | 16,39            | 259 (2022)                        | 16                 | modifier les données · modifier les données |
| Douadic                         | 36066      | 36300       | Le Blanc       | Le Blanc                                  | CC Brenne - Val de Creuse                  | 43,14            | 473 (2022)                        | 11                 | modifier les données · modifier les données |
| Dun-le-Poëlier                  | 36068      | 36210       | Issoudun       | Valençay                                  | CC Chabris - Pays de Bazelle               | 22,56            | 437 (2022)                        | 19                 | modifier les données · modifier les données |
| Dunet                           | 36067      | 36310       | Le Blanc       | Saint-Gaultier                            | CC Marche Occitane - Val d'Anglin          | 9,24             | 103 (2022)                        | 11                 | modifier les données · modifier les données |
| Écueillé                        | 36069      | 36240       | Châteauroux    | Valençay                                  | CC Écueillé-Valençay                       | 34,90            | 1 189 (2022)                      | 34                 | modifier les données · modifier les données |
| Éguzon-Chantôme                 | 36070      | 36270       | Châteauroux    | Argenton-sur-Creuse                       | CC Éguzon - Argenton - Vallée de la Creuse | 36,44            | 1 314 (2022)                      | 36                 | modifier les données · modifier les données |
| Étrechet                        | 36071      | 36120       | Châteauroux    | Ardentes                                  | CA Châteauroux Métropole                   | 17,89            | 1 002 (2022)                      | 56                 | modifier les données · modifier les données |
| Feusines                        | 36073      | 36160       | La Châtre      | La Châtre                                 | CC de La Châtre et Sainte-Sévère           | 12,49            | 208 (2022)                        | 17                 | modifier les données · modifier les données |
| Fléré-la-Rivière                | 36074      | 36700       | Châteauroux    | Buzançais                                 | CC du Châtillonnais en Berry               | 25,31            | 549 (2022)                        | 22                 | modifier les données · modifier les données |
| Fontenay                        | 36075      | 36150       | Issoudun       | Levroux                                   | CC Champagne Boischauts                    | 12,33            | 77 (2022)                         | 6,2                | modifier les données · modifier les données |
| Fontgombault                    | 36076      | 36220       | Le Blanc       | Le Blanc                                  | CC Brenne - Val de Creuse                  | 10,58            | 262 (2022)                        | 25                 | modifier les données · modifier les données |
| Fontguenand                     | 36077      | 36600       | Châteauroux    | Valençay                                  | CC Écueillé-Valençay                       | 18,24            | 252 (2022)                        | 14                 | modifier les données · modifier les données |
| Fougerolles                     | 36078      | 36230       | La Châtre      | Neuvy-Saint-Sépulchre                     | CC du Val de Bouzanne                      | 17,17            | 352 (2022)                        | 21                 | modifier les données · modifier les données |
| Francillon                      | 36079      | 36110       | Châteauroux    | Levroux                                   | CC de la Région de Levroux                 | 10,27            | 76 (2022)                         | 7,4                | modifier les données · modifier les données |
| Frédille                        | 36080      | 36180       | Châteauroux    | Valençay                                  | CC Écueillé-Valençay                       | 6,31             | 76 (2022)                         | 12                 | modifier les données · modifier les données |
| Gargilesse-Dampierre            | 36081      | 36190       | Châteauroux    | Argenton-sur-Creuse                       | CC Éguzon - Argenton - Vallée de la Creuse | 15,72            | 267 (2022)                        | 17                 | modifier les données · modifier les données |
| Gehée                           | 36082      | 36240       | Châteauroux    | Valençay                                  | CC Écueillé-Valençay                       | 22,75            | 254 (2022)                        | 11                 | modifier les données · modifier les données |
| Giroux                          | 36083      | 36150       | Issoudun       | Levroux                                   | CC Champagne Boischauts                    | 23,48            | 121 (2022)                        | 5,2                | modifier les données · modifier les données |
| Gournay                         | 36084      | 36230       | La Châtre      | Neuvy-Saint-Sépulchre                     | CC du Val de Bouzanne                      | 20,33            | 280 (2022)                        | 14                 | modifier les données · modifier les données |
| Guilly                          | 36085      | 36150       | Issoudun       | Levroux                                   | CC Champagne Boischauts                    | 20,64            | 239 (2022)                        | 12                 | modifier les données · modifier les données |
| Heugnes                         | 36086      | 36180       | Châteauroux    | Valençay                                  | CC Écueillé-Valençay                       | 42,17            | 385 (2022)                        | 9,1                | modifier les données · modifier les données |
| Ingrandes                       | 36087      | 36300       | Le Blanc       | Le Blanc                                  | CC Brenne - Val de Creuse                  | 11,12            | 299 (2022)                        | 27                 | modifier les données · modifier les données |
| Issoudun                        | 36088      | 36100       | Issoudun       | Issoudun                                  | CC du Pays d'Issoudun                      | 36,60            | 10 953 (2022)                     | 299                | modifier les données · modifier les données |
| Jeu-les-Bois                    | 36089      | 36120       | Châteauroux    | Ardentes                                  | CA Châteauroux Métropole                   | 38,32            | 405 (2022)                        | 11                 | modifier les données · modifier les données |
| Jeu-Maloches                    | 36090      | 36240       | Châteauroux    | Valençay                                  | CC Écueillé-Valençay                       | 12,73            | 119 (2022)                        | 9,3                | modifier les données · modifier les données |
| Lacs                            | 36091      | 36400       | La Châtre      | La Châtre                                 | CC de La Châtre et Sainte-Sévère           | 13,46            | 655 (2022)                        | 49                 | modifier les données · modifier les données |
| Langé                           | 36092      | 36600       | Châteauroux    | Valençay                                  | CC Écueillé-Valençay                       | 20,63            | 260 (2022)                        | 13                 | modifier les données · modifier les données |
| Levroux                         | 36093      | 36110       | Châteauroux    | Levroux                                   | CC de la Région de Levroux                 | 82,32            | 2 802 (2022)                      | 34                 | modifier les données · modifier les données |
| Lignac                          | 36094      | 36370       | Le Blanc       | Saint-Gaultier                            | CC Marche Occitane - Val d'Anglin          | 67,03            | 459 (2022)                        | 6,8                | modifier les données · modifier les données |
| Lignerolles                     | 36095      | 36160       | La Châtre      | La Châtre                                 | CC de La Châtre et Sainte-Sévère           | 13,00            | 115 (2022)                        | 8,8                | modifier les données · modifier les données |
| Lingé                           | 36096      | 36220       | Le Blanc       | Le Blanc                                  | CC Cœur de Brenne                          | 32,66            | 203 (2022)                        | 6,2                | modifier les données · modifier les données |
| Liniez                          | 36097      | 36150       | Issoudun       | Levroux                                   | CC Champagne Boischauts                    | 26,94            | 324 (2022)                        | 12                 | modifier les données · modifier les données |
| Lizeray                         | 36098      | 36100       | Issoudun       | Levroux                                   | CC Champagne Boischauts                    | 35,41            | 83 (2022)                         | 2,3                | modifier les données · modifier les données |
| Lourdoueix-Saint-Michel         | 36099      | 36140       | La Châtre      | Neuvy-Saint-Sépulchre                     | CC de la Marche Berrichonne                | 19,67            | 303 (2022)                        | 15                 | modifier les données · modifier les données |
| Lourouer-Saint-Laurent          | 36100      | 36400       | La Châtre      | La Châtre                                 | CC de La Châtre et Sainte-Sévère           | 11,21            | 250 (2022)                        | 22                 | modifier les données · modifier les données |
| Luant                           | 36101      | 36350       | Châteauroux    | Saint-Gaultier                            | CA Châteauroux Métropole                   | 31,06            | 1 584 (2022)                      | 51                 | modifier les données · modifier les données |
| Luçay-le-Libre                  | 36102      | 36150       | Issoudun       | Levroux                                   | CC Champagne Boischauts                    | 11,85            | 105 (2022)                        | 8,9                | modifier les données · modifier les données |
| Luçay-le-Mâle                   | 36103      | 36360       | Châteauroux    | Valençay                                  | CC Écueillé-Valençay                       | 68,08            | 1 315 (2022)                      | 19                 | modifier les données · modifier les données |
| Lurais                          | 36104      | 36220       | Le Blanc       | Le Blanc                                  | CC Brenne - Val de Creuse                  | 13,61            | 227 (2022)                        | 17                 | modifier les données · modifier les données |
| Lureuil                         | 36105      | 36220       | Le Blanc       | Le Blanc                                  | CC Brenne - Val de Creuse                  | 22,04            | 274 (2022)                        | 12                 | modifier les données · modifier les données |
| Luzeret                         | 36106      | 36800       | Le Blanc       | Saint-Gaultier                            | CC Brenne - Val de Creuse                  | 26,78            | 155 (2022)                        | 5,8                | modifier les données · modifier les données |
| Lye                             | 36107      | 36600       | Châteauroux    | Valençay                                  | CC Écueillé-Valençay                       | 24,77            | 757 (2022)                        | 31                 | modifier les données · modifier les données |
| Lys-Saint-Georges               | 36108      | 36230       | La Châtre      | Neuvy-Saint-Sépulchre                     | CC du Val de Bouzanne                      | 12,98            | 200 (2022)                        | 15                 | modifier les données · modifier les données |
| Le Magny                        | 36109      | 36400       | La Châtre      | Neuvy-Saint-Sépulchre                     | CC de La Châtre et Sainte-Sévère           | 17,84            | 1 015 (2022)                      | 57                 | modifier les données · modifier les données |
| Maillet                         | 36110      | 36340       | La Châtre      | Neuvy-Saint-Sépulchre                     | CC du Val de Bouzanne                      | 25,02            | 242 (2022)                        | 9,7                | modifier les données · modifier les données |
| Malicornay                      | 36111      | 36340       | La Châtre      | Neuvy-Saint-Sépulchre                     | CC du Val de Bouzanne                      | 16,31            | 189 (2022)                        | 12                 | modifier les données · modifier les données |
| Mâron                           | 36112      | 36120       | Châteauroux    | Ardentes                                  | CA Châteauroux Métropole                   | 27,84            | 736 (2022)                        | 26                 | modifier les données · modifier les données |
| Martizay                        | 36113      | 36220       | Le Blanc       | Le Blanc                                  | CC Cœur de Brenne                          | 39,00            | 950 (2022)                        | 24                 | modifier les données · modifier les données |
| Mauvières                       | 36114      | 36370       | Le Blanc       | Saint-Gaultier                            | CC Marche Occitane - Val d'Anglin          | 23,94            | 307 (2022)                        | 13                 | modifier les données · modifier les données |
| Menetou-sur-Nahon               | 36115      | 36210       | Issoudun       | Valençay                                  | CC Chabris - Pays de Bazelle               | 6,98             | 143 (2022)                        | 20                 | modifier les données · modifier les données |
| Ménétréols-sous-Vatan           | 36116      | 36150       | Issoudun       | Levroux                                   | CC Champagne Boischauts                    | 27,83            | 117 (2022)                        | 4,2                | modifier les données · modifier les données |
| Le Menoux                       | 36117      | 36200       | Châteauroux    | Argenton-sur-Creuse                       | CC Éguzon - Argenton - Vallée de la Creuse | 5,58             | 412 (2022)                        | 74                 | modifier les données · modifier les données |
| Méobecq                         | 36118      | 36500       | Châteauroux    | Saint-Gaultier                            | CC Val de l'Indre - Brenne                 | 35,56            | 366 (2022)                        | 10                 | modifier les données · modifier les données |
| Mérigny                         | 36119      | 36220       | Le Blanc       | Le Blanc                                  | CC Brenne - Val de Creuse                  | 31,77            | 544 (2022)                        | 17                 | modifier les données · modifier les données |
| Mers-sur-Indre                  | 36120      | 36230       | La Châtre      | Neuvy-Saint-Sépulchre                     | CC du Val de Bouzanne                      | 25,45            | 664 (2022)                        | 26                 | modifier les données · modifier les données |
| Meunet-Planches                 | 36121      | 36100       | Issoudun       | La Châtre                                 | CC Champagne Boischauts                    | 26,73            | 168 (2022)                        | 6,3                | modifier les données · modifier les données |
| Meunet-sur-Vatan                | 36122      | 36150       | Issoudun       | Levroux                                   | CC Champagne Boischauts                    | 12,47            | 196 (2022)                        | 16                 | modifier les données · modifier les données |
| Mézières-en-Brenne              | 36123      | 36290       | Le Blanc       | Le Blanc                                  | CC Cœur de Brenne                          | 57,57            | 956 (2022)                        | 17                 | modifier les données · modifier les données |
| Migné                           | 36124      | 36800       | Le Blanc       | Saint-Gaultier                            | CC Cœur de Brenne                          | 56,32            | 228 (2022)                        | 4,0                | modifier les données · modifier les données |
| Migny                           | 36125      | 36260       | Issoudun       | Issoudun                                  | CC du Pays d'Issoudun                      | 13,35            | 110 (2022)                        | 8,2                | modifier les données · modifier les données |
| Montchevrier                    | 36126      | 36140       | La Châtre      | Neuvy-Saint-Sépulchre                     | CC de la Marche Berrichonne                | 34,70            | 448 (2022)                        | 13                 | modifier les données · modifier les données |
| Montgivray                      | 36127      | 36400       | La Châtre      | Neuvy-Saint-Sépulchre                     | CC de La Châtre et Sainte-Sévère           | 25,48            | 1 557 (2022)                      | 61                 | modifier les données · modifier les données |
| Montierchaume                   | 36128      | 36130       | Châteauroux    | Ardentes                                  | CA Châteauroux Métropole                   | 37,20            | 1 637 (2022)                      | 44                 | modifier les données · modifier les données |
| Montipouret                     | 36129      | 36230       | La Châtre      | Neuvy-Saint-Sépulchre                     | CC du Val de Bouzanne                      | 27,89            | 611 (2022)                        | 22                 | modifier les données · modifier les données |
| Montlevicq                      | 36130      | 36400       | La Châtre      | La Châtre                                 | CC de La Châtre et Sainte-Sévère           | 18,79            | 106 (2022)                        | 5,6                | modifier les données · modifier les données |
| Mosnay                          | 36131      | 36200       | Châteauroux    | Argenton-sur-Creuse                       | CC Éguzon - Argenton - Vallée de la Creuse | 25,28            | 463 (2022)                        | 18                 | modifier les données · modifier les données |
| La Motte-Feuilly                | 36132      | 36160       | La Châtre      | La Châtre                                 | CC de La Châtre et Sainte-Sévère           | 5,68             | 74 (2022)                         | 13                 | modifier les données · modifier les données |
| Mouhers                         | 36133      | 36340       | La Châtre      | Neuvy-Saint-Sépulchre                     | CC du Val de Bouzanne                      | 17,89            | 205 (2022)                        | 11                 | modifier les données · modifier les données |
| Mouhet                          | 36134      | 36170       | Le Blanc       | Saint-Gaultier                            | CC Marche Occitane - Val d'Anglin          | 32,26            | 411 (2022)                        | 13                 | modifier les données · modifier les données |
| Moulins-sur-Céphons             | 36135      | 36110       | Châteauroux    | Levroux                                   | CC de la Région de Levroux                 | 32,17            | 277 (2022)                        | 8,6                | modifier les données · modifier les données |
| Murs                            | 36136      | 36700       | Châteauroux    | Buzançais                                 | CC du Châtillonnais en Berry               | 23,05            | 122 (2022)                        | 5,3                | modifier les données · modifier les données |
| Néons-sur-Creuse                | 36137      | 36220       | Le Blanc       | Le Blanc                                  | CC Brenne - Val de Creuse                  | 19,85            | 355 (2022)                        | 18                 | modifier les données · modifier les données |
| Néret                           | 36138      | 36400       | La Châtre      | La Châtre                                 | CC de La Châtre et Sainte-Sévère           | 19,05            | 188 (2022)                        | 9,9                | modifier les données · modifier les données |
| Neuillay-les-Bois               | 36139      | 36500       | Châteauroux    | Saint-Gaultier                            | CC Val de l'Indre - Brenne                 | 47,63            | 659 (2022)                        | 14                 | modifier les données · modifier les données |
| Neuvy-Pailloux                  | 36140      | 36100       | Issoudun       | La Châtre                                 | CC Champagne Boischauts                    | 41,81            | 1 161 (2022)                      | 28                 | modifier les données · modifier les données |
| Neuvy-Saint-Sépulchre           | 36141      | 36230       | La Châtre      | Neuvy-Saint-Sépulchre                     | CC du Val de Bouzanne                      | 35,11            | 1 657 (2022)                      | 47                 | modifier les données · modifier les données |
| Niherne                         | 36142      | 36250       | Châteauroux    | Buzançais                                 | CC Val de l'Indre - Brenne                 | 42,87            | 1 457 (2022)                      | 34                 | modifier les données · modifier les données |
| Nohant-Vic                      | 36143      | 36400       | La Châtre      | La Châtre                                 | CC de La Châtre et Sainte-Sévère           | 21,25            | 451 (2022)                        | 21                 | modifier les données · modifier les données |
| Nuret-le-Ferron                 | 36144      | 36800       | Le Blanc       | Saint-Gaultier                            | CC Brenne - Val de Creuse                  | 47,29            | 293 (2022)                        | 6,2                | modifier les données · modifier les données |
| Obterre                         | 36145      | 36290       | Le Blanc       | Le Blanc                                  | CC Cœur de Brenne                          | 28,47            | 225 (2022)                        | 7,9                | modifier les données · modifier les données |
| Orsennes                        | 36146      | 36190       | La Châtre      | Neuvy-Saint-Sépulchre                     | CC de la Marche Berrichonne                | 49,28            | 705 (2022)                        | 14                 | modifier les données · modifier les données |
| Orville                         | 36147      | 36210       | Issoudun       | Valençay                                  | CC Chabris - Pays de Bazelle               | 9,35             | 141 (2022)                        | 15                 | modifier les données · modifier les données |
| Oulches                         | 36148      | 36800       | Le Blanc       | Saint-Gaultier                            | CC Brenne - Val de Creuse                  | 43,36            | 420 (2022)                        | 9,7                | modifier les données · modifier les données |
| Palluau-sur-Indre               | 36149      | 36500       | Châteauroux    | Buzançais                                 | CC du Châtillonnais en Berry               | 41,55            | 789 (2022)                        | 19                 | modifier les données · modifier les données |
| Parnac                          | 36150      | 36170       | Le Blanc       | Saint-Gaultier                            | CC Marche Occitane - Val d'Anglin          | 46,75            | 511 (2022)                        | 11                 | modifier les données · modifier les données |
| Paudy                           | 36152      | 36260       | Issoudun       | Levroux                                   | CC du Pays d'Issoudun                      | 30,28            | 437 (2022)                        | 14                 | modifier les données · modifier les données |
| Paulnay                         | 36153      | 36290       | Le Blanc       | Le Blanc                                  | CC Cœur de Brenne                          | 38,48            | 349 (2022)                        | 9,1                | modifier les données · modifier les données |
| Le Pêchereau                    | 36154      | 36200       | Châteauroux    | Argenton-sur-Creuse                       | CC Éguzon - Argenton - Vallée de la Creuse | 20,94            | 1 781 (2022)                      | 85                 | modifier les données · modifier les données |
| Pellevoisin                     | 36155      | 36180       | Châteauroux    | Valençay                                  | CC Écueillé-Valençay                       | 25,62            | 794 (2022)                        | 31                 | modifier les données · modifier les données |
| Pérassay                        | 36156      | 36160       | La Châtre      | La Châtre                                 | CC de La Châtre et Sainte-Sévère           | 24,19            | 415 (2022)                        | 17                 | modifier les données · modifier les données |
| La Pérouille                    | 36157      | 36350       | Le Blanc       | Saint-Gaultier                            | CC Brenne - Val de Creuse                  | 21,54            | 435 (2022)                        | 20                 | modifier les données · modifier les données |
| Le Poinçonnet                   | 36159      | 36330       | Châteauroux    | Ardentes                                  | CA Châteauroux Métropole                   | 45,00            | 5 848 (2022)                      | 130                | modifier les données · modifier les données |
| Pommiers                        | 36160      | 36190       | Châteauroux    | Argenton-sur-Creuse                       | CC Éguzon - Argenton - Vallée de la Creuse | 12,19            | 228 (2022)                        | 19                 | modifier les données · modifier les données |
| Le Pont-Chrétien-Chabenet       | 36161      | 36800       | Châteauroux    | Argenton-sur-Creuse                       | CC Éguzon - Argenton - Vallée de la Creuse | 9,03             | 934 (2022)                        | 103                | modifier les données · modifier les données |
| Poulaines                       | 36162      | 36210       | Issoudun       | Valençay                                  | CC Chabris - Pays de Bazelle               | 46,32            | 816 (2022)                        | 18                 | modifier les données · modifier les données |
| Pouligny-Notre-Dame             | 36163      | 36160       | La Châtre      | La Châtre                                 | CC de La Châtre et Sainte-Sévère           | 33,75            | 641 (2022)                        | 19                 | modifier les données · modifier les données |
| Pouligny-Saint-Martin           | 36164      | 36160       | La Châtre      | La Châtre                                 | CC de La Châtre et Sainte-Sévère           | 15,66            | 232 (2022)                        | 15                 | modifier les données · modifier les données |
| Pouligny-Saint-Pierre           | 36165      | 36300       | Le Blanc       | Le Blanc                                  | CC Brenne - Val de Creuse                  | 47,45            | 1 032 (2022)                      | 22                 | modifier les données · modifier les données |
| Préaux                          | 36166      | 36240       | Châteauroux    | Valençay                                  | CC Écueillé-Valençay                       | 32,54            | 172 (2022)                        | 5,3                | modifier les données · modifier les données |
| Preuilly-la-Ville               | 36167      | 36220       | Le Blanc       | Le Blanc                                  | CC Brenne - Val de Creuse                  | 4,23             | 151 (2022)                        | 36                 | modifier les données · modifier les données |
| Prissac                         | 36168      | 36370       | Le Blanc       | Saint-Gaultier                            | CC Marche Occitane - Val d'Anglin          | 62,83            | 577 (2022)                        | 9,2                | modifier les données · modifier les données |
| Pruniers                        | 36169      | 36120       | Issoudun       | La Châtre                                 | CC Champagne Boischauts                    | 49,00            | 497 (2022)                        | 10                 | modifier les données · modifier les données |
| Reboursin                       | 36170      | 36150       | Issoudun       | Levroux                                   | CC Champagne Boischauts                    | 12,72            | 104 (2022)                        | 8,2                | modifier les données · modifier les données |
| Reuilly                         | 36171      | 36260       | Issoudun       | Levroux                                   | CC du Pays d'Issoudun                      | 25,80            | 2 009 (2022)                      | 78                 | modifier les données · modifier les données |
| Rivarennes                      | 36172      | 36800       | Le Blanc       | Saint-Gaultier                            | CC Brenne - Val de Creuse                  | 37,41            | 491 (2022)                        | 13                 | modifier les données · modifier les données |
| Rosnay                          | 36173      | 36300       | Le Blanc       | Le Blanc                                  | CC Brenne - Val de Creuse                  | 59,03            | 522 (2022)                        | 8,8                | modifier les données · modifier les données |
| Roussines                       | 36174      | 36170       | Le Blanc       | Saint-Gaultier                            | CC Marche Occitane - Val d'Anglin          | 22,98            | 358 (2022)                        | 16                 | modifier les données · modifier les données |
| Rouvres-les-Bois                | 36175      | 36110       | Châteauroux    | Levroux                                   | CC de la Région de Levroux                 | 30,85            | 278 (2022)                        | 9,0                | modifier les données · modifier les données |
| Ruffec                          | 36176      | 36300       | Le Blanc       | Le Blanc                                  | CC Brenne - Val de Creuse                  | 40,93            | 569 (2022)                        | 14                 | modifier les données · modifier les données |
| Sacierges-Saint-Martin          | 36177      | 36170       | Le Blanc       | Saint-Gaultier                            | CC Brenne - Val de Creuse                  | 31,17            | 308 (2022)                        | 9,9                | modifier les données · modifier les données |
| Saint-Aigny                     | 36178      | 36300       | Le Blanc       | Le Blanc                                  | CC Brenne - Val de Creuse                  | 14,86            | 272 (2022)                        | 18                 | modifier les données · modifier les données |
| Saint-Aoustrille                | 36179      | 36100       | Issoudun       | Levroux                                   | CC Champagne Boischauts                    | 19,47            | 211 (2022)                        | 11                 | modifier les données · modifier les données |
| Saint-Août                      | 36180      | 36120       | La Châtre      | La Châtre                                 | CC de La Châtre et Sainte-Sévère           | 54,11            | 817 (2022)                        | 15                 | modifier les données · modifier les données |
| Saint-Aubin                     | 36181      | 36100       | Issoudun       | La Châtre                                 | CC Champagne Boischauts                    | 28,32            | 151 (2022)                        | 5,3                | modifier les données · modifier les données |
| Saint-Benoît-du-Sault           | 36182      | 36170       | Le Blanc       | Saint-Gaultier                            | CC Marche Occitane - Val d'Anglin          | 1,80             | 510 (2022)                        | 283                | modifier les données · modifier les données |
| Saint-Chartier                  | 36184      | 36400       | La Châtre      | La Châtre                                 | CC de La Châtre et Sainte-Sévère           | 27,52            | 465 (2022)                        | 17                 | modifier les données · modifier les données |
| Saint-Christophe-en-Bazelle     | 36185      | 36210       | Issoudun       | Valençay                                  | CC Chabris - Pays de Bazelle               | 13,94            | 353 (2022)                        | 25                 | modifier les données · modifier les données |
| Saint-Christophe-en-Boucherie   | 36186      | 36400       | La Châtre      | La Châtre                                 | CC de La Châtre et Sainte-Sévère           | 26,89            | 234 (2022)                        | 8,7                | modifier les données · modifier les données |
| Saint-Civran                    | 36187      | 36170       | Le Blanc       | Saint-Gaultier                            | CC Brenne - Val de Creuse                  | 11,61            | 138 (2022)                        | 12                 | modifier les données · modifier les données |
| Saint-Cyran-du-Jambot           | 36188      | 36700       | Châteauroux    | Buzançais                                 | CC du Châtillonnais en Berry               | 14,21            | 171 (2022)                        | 12                 | modifier les données · modifier les données |
| Saint-Denis-de-Jouhet           | 36189      | 36230       | La Châtre      | Neuvy-Saint-Sépulchre                     | CC de la Marche Berrichonne                | 43,48            | 969 (2022)                        | 22                 | modifier les données · modifier les données |
| Saint-Florentin                 | 36191      | 36150       | Issoudun       | Levroux                                   | CC Champagne Boischauts                    | 15,95            | 508 (2022)                        | 32                 | modifier les données · modifier les données |
| Saint-Gaultier                  | 36192      | 36800       | Le Blanc       | Saint-Gaultier                            | CC Éguzon - Argenton - Vallée de la Creuse | 9,20             | 1 714 (2022)                      | 186                | modifier les données · modifier les données |
| Saint-Genou                     | 36194      | 36500       | Châteauroux    | Buzançais                                 | CC Val de l'Indre - Brenne                 | 24,41            | 939 (2022)                        | 38                 | modifier les données · modifier les données |
| Saint-Georges-sur-Arnon         | 36195      | 36100       | Issoudun       | Issoudun                                  | CC du Pays d'Issoudun                      | 23,87            | 554 (2022)                        | 23                 | modifier les données · modifier les données |
| Saint-Gilles                    | 36196      | 36170       | Le Blanc       | Saint-Gaultier                            | CC Marche Occitane - Val d'Anglin          | 7,68             | 92 (2022)                         | 12                 | modifier les données · modifier les données |
| Saint-Hilaire-sur-Benaize       | 36197      | 36370       | Le Blanc       | Saint-Gaultier                            | CC Marche Occitane - Val d'Anglin          | 32,61            | 314 (2022)                        | 9,6                | modifier les données · modifier les données |
| Saint-Lactencin                 | 36198      | 36500       | Châteauroux    | Buzançais                                 | CC Val de l'Indre - Brenne                 | 32,20            | 410 (2022)                        | 13                 | modifier les données · modifier les données |
| Saint-Marcel                    | 36200      | 36200       | Châteauroux    | Argenton-sur-Creuse                       | CC Éguzon - Argenton - Vallée de la Creuse | 17,84            | 1 510 (2022)                      | 85                 | modifier les données · modifier les données |
| Saint-Maur                      | 36202      | 36250       | Châteauroux    | Buzançais Levroux                         | CA Châteauroux Métropole                   | 87,91            | 3 589 (2022)                      | 41                 | modifier les données · modifier les données |
| Saint-Médard                    | 36203      | 36700       | Châteauroux    | Buzançais                                 | CC du Châtillonnais en Berry               | 12,60            | 61 (2022)                         | 4,8                | modifier les données · modifier les données |
| Saint-Michel-en-Brenne          | 36204      | 36290       | Le Blanc       | Le Blanc                                  | CC Cœur de Brenne                          | 49,15            | 318 (2022)                        | 6,5                | modifier les données · modifier les données |
| Saint-Pierre-de-Jards           | 36205      | 36260       | Issoudun       | Levroux                                   | CC Champagne Boischauts                    | 18,01            | 98 (2022)                         | 5,4                | modifier les données · modifier les données |
| Saint-Plantaire                 | 36207      | 36190       | La Châtre      | Neuvy-Saint-Sépulchre                     | CC de la Marche Berrichonne                | 34,07            | 602 (2022)                        | 18                 | modifier les données · modifier les données |
| Saint-Valentin                  | 36209      | 36100       | Issoudun       | Levroux                                   | CC Champagne Boischauts                    | 24,90            | 263 (2022)                        | 11                 | modifier les données · modifier les données |
| Sainte-Fauste                   | 36190      | 36100       | Issoudun       | Ardentes                                  | CC Champagne Boischauts                    | 23,07            | 260 (2022)                        | 11                 | modifier les données · modifier les données |
| Sainte-Gemme                    | 36193      | 36500       | Le Blanc       | Le Blanc                                  | CC Cœur de Brenne                          | 32,50            | 257 (2022)                        | 7,9                | modifier les données · modifier les données |
| Sainte-Lizaigne                 | 36199      | 36260       | Issoudun       | Levroux                                   | CC du Pays d'Issoudun                      | 26,36            | 1 109 (2022)                      | 42                 | modifier les données · modifier les données |
| Sainte-Sévère-sur-Indre         | 36208      | 36160       | La Châtre      | La Châtre                                 | CC de La Châtre et Sainte-Sévère           | 26,03            | 775 (2022)                        | 30                 | modifier les données · modifier les données |
| Sarzay                          | 36210      | 36230       | La Châtre      | Neuvy-Saint-Sépulchre                     | CC de La Châtre et Sainte-Sévère           | 18,30            | 300 (2022)                        | 16                 | modifier les données · modifier les données |
| Sassierges-Saint-Germain        | 36211      | 36120       | Châteauroux    | Ardentes                                  | CA Châteauroux Métropole                   | 31,72            | 447 (2022)                        | 14                 | modifier les données · modifier les données |
| Saulnay                         | 36212      | 36290       | Le Blanc       | Le Blanc                                  | CC Cœur de Brenne                          | 22,20            | 164 (2022)                        | 7,4                | modifier les données · modifier les données |
| Sauzelles                       | 36213      | 36220       | Le Blanc       | Le Blanc                                  | CC Brenne - Val de Creuse                  | 12,86            | 256 (2022)                        | 20                 | modifier les données · modifier les données |
| Sazeray                         | 36214      | 36160       | La Châtre      | La Châtre                                 | CC de La Châtre et Sainte-Sévère           | 22,69            | 296 (2022)                        | 13                 | modifier les données · modifier les données |
| Ségry                           | 36215      | 36100       | Issoudun       | Issoudun                                  | CC du Pays d'Issoudun                      | 33,06            | 487 (2022)                        | 15                 | modifier les données · modifier les données |
| Selles-sur-Nahon                | 36216      | 36180       | Châteauroux    | Valençay                                  | CC Écueillé-Valençay                       | 6,77             | 62 (2022)                         | 9,2                | modifier les données · modifier les données |
| Sembleçay                       | 36217      | 36210       | Issoudun       | Valençay                                  | CC Chabris - Pays de Bazelle               | 8,08             | 101 (2022)                        | 13                 | modifier les données · modifier les données |
| Sougé                           | 36218      | 36500       | Châteauroux    | Buzançais                                 | CC Val de l'Indre - Brenne                 | 13,02            | 146 (2022)                        | 11                 | modifier les données · modifier les données |
| Tendu                           | 36219      | 36200       | Châteauroux    | Argenton-sur-Creuse                       | CC Éguzon - Argenton - Vallée de la Creuse | 42,17            | 654 (2022)                        | 16                 | modifier les données · modifier les données |
| Thenay                          | 36220      | 36800       | Le Blanc       | Saint-Gaultier                            | CC Brenne - Val de Creuse                  | 34,21            | 897 (2022)                        | 26                 | modifier les données · modifier les données |
| Thevet-Saint-Julien             | 36221      | 36400       | La Châtre      | La Châtre                                 | CC de La Châtre et Sainte-Sévère           | 30,94            | 395 (2022)                        | 13                 | modifier les données · modifier les données |
| Thizay                          | 36222      | 36100       | Issoudun       | La Châtre                                 | CC Champagne Boischauts                    | 16,65            | 229 (2022)                        | 14                 | modifier les données · modifier les données |
| Tilly                           | 36223      | 36310       | Le Blanc       | Saint-Gaultier                            | CC Marche Occitane - Val d'Anglin          | 14,77            | 138 (2022)                        | 9,3                | modifier les données · modifier les données |
| Tournon-Saint-Martin            | 36224      | 36220       | Le Blanc       | Le Blanc                                  | CC Brenne - Val de Creuse                  | 25,82            | 1 120 (2022)                      | 43                 | modifier les données · modifier les données |
| Le Tranger                      | 36225      | 36700       | Châteauroux    | Buzançais                                 | CC du Châtillonnais en Berry               | 22,26            | 171 (2022)                        | 7,7                | modifier les données · modifier les données |
| Tranzault                       | 36226      | 36230       | La Châtre      | Neuvy-Saint-Sépulchre                     | CC du Val de Bouzanne                      | 17,97            | 347 (2022)                        | 19                 | modifier les données · modifier les données |
| Urciers                         | 36227      | 36160       | La Châtre      | La Châtre                                 | CC de La Châtre et Sainte-Sévère           | 19,02            | 239 (2022)                        | 13                 | modifier les données · modifier les données |
| Val-Fouzon                      | 36229      | 36210       | Issoudun       | Valençay                                  | CC Chabris - Pays de Bazelle               | 46,90            | 944 (2022)                        | 20                 | modifier les données · modifier les données |
| Valençay                        | 36228      | 36600       | Châteauroux    | Valençay                                  | CC Écueillé-Valençay                       | 41,59            | 2 239 (2022)                      | 54                 | modifier les données · modifier les données |
| Vatan                           | 36230      | 36150       | Issoudun       | Levroux                                   | CC Champagne Boischauts                    | 29,80            | 1 959 (2022)                      | 66                 | modifier les données · modifier les données |
| Velles                          | 36231      | 36330       | Châteauroux    | Argenton-sur-Creuse                       | CC Éguzon - Argenton - Vallée de la Creuse | 63,09            | 979 (2022)                        | 16                 | modifier les données · modifier les données |
| Vendœuvres                      | 36232      | 36500       | Châteauroux    | Saint-Gaultier                            | CC Val de l'Indre - Brenne                 | 96,45            | 1 094 (2022)                      | 11                 | modifier les données · modifier les données |
| La Vernelle                     | 36233      | 36600       | Châteauroux    | Valençay                                  | CC Écueillé-Valençay                       | 17,08            | 799 (2022)                        | 47                 | modifier les données · modifier les données |
| Verneuil-sur-Igneraie           | 36234      | 36400       | La Châtre      | La Châtre                                 | CC de La Châtre et Sainte-Sévère           | 9,84             | 343 (2022)                        | 35                 | modifier les données · modifier les données |
| Veuil                           | 36235      | 36600       | Châteauroux    | Valençay                                  | CC Écueillé-Valençay                       | 18,84            | 378 (2022)                        | 20                 | modifier les données · modifier les données |
| Vicq-Exemplet                   | 36236      | 36400       | La Châtre      | La Châtre                                 | CC de La Châtre et Sainte-Sévère           | 38,74            | 321 (2022)                        | 8,3                | modifier les données · modifier les données |
| Vicq-sur-Nahon                  | 36237      | 36600       | Châteauroux    | Valençay                                  | CC Écueillé-Valençay                       | 49,08            | 681 (2022)                        | 14                 | modifier les données · modifier les données |
| Vigoulant                       | 36238      | 36160       | La Châtre      | La Châtre                                 | CC de La Châtre et Sainte-Sévère           | 9,71             | 99 (2022)                         | 10                 | modifier les données · modifier les données |
| Vigoux                          | 36239      | 36170       | Le Blanc       | Saint-Gaultier                            | CC Brenne - Val de Creuse                  | 37,51            | 469 (2022)                        | 13                 | modifier les données · modifier les données |
| Vijon                           | 36240      | 36160       | La Châtre      | La Châtre                                 | CC de La Châtre et Sainte-Sévère           | 21,26            | 289 (2022)                        | 14                 | modifier les données · modifier les données |
| Villedieu-sur-Indre             | 36241      | 36320       | Châteauroux    | Buzançais                                 | CC Val de l'Indre - Brenne                 | 57,77            | 2 615 (2022)                      | 45                 | modifier les données · modifier les données |
| Villegongis                     | 36242      | 36110       | Châteauroux    | Levroux                                   | CC de la Région de Levroux                 | 18,15            | 103 (2022)                        | 5,7                | modifier les données · modifier les données |
| Villegouin                      | 36243      | 36500       | Châteauroux    | Valençay                                  | CC Écueillé-Valençay                       | 24,03            | 321 (2022)                        | 13                 | modifier les données · modifier les données |
| Villentrois-Faverolles-en-Berry | 36244      | 36360 36600 | Châteauroux    | Valençay                                  | CC Écueillé-Valençay                       | 73,79            | 880 (2022)                        | 12                 | modifier les données · modifier les données |
| Villiers                        | 36246      | 36290       | Le Blanc       | Le Blanc                                  | CC Cœur de Brenne                          | 24,53            | 174 (2022)                        | 7,1                | modifier les données · modifier les données |
| Vineuil                         | 36247      | 36110       | Châteauroux    | Levroux                                   | CC de la Région de Levroux                 | 44,41            | 1 245 (2022)                      | 28                 | modifier les données · modifier les données |
| Vouillon                        | 36248      | 36100       | Issoudun       | Ardentes                                  | CC Champagne Boischauts                    | 14,98            | 224 (2022)                        | 15                 | modifier les données · modifier les données |
| Indre                           | 36         |             |                |                                           |                                            | 6 791,00         | 216 809 (2022)                    | 32                 | modifier les données                        |